# Marion (Arkansas)
Pour les articles homonymes, voir Marion.
La ville de Marion est le siège du comté de Crittenden, dans l'Arkansas, aux États-Unis.

## Démographie
| 1880 | 1940 | 1950 | 1960 | 1970  | 1980  |
| ---- | ---- | ---- | ---- | ----- | ----- |
| 199  | 758  | 883  | 881  | 1 431 | 2 996 |

| 1990  | 2000  | 2010   | - | - | - |
| ----- | ----- | ------ | - | - | - |
| 4 391 | 8 901 | 12 345 | - | - | - |